# Ирисбус
Iveco Bus (по рано ирисбус) е европейски производител на автобуси, който е образуван след сливането на Фиат, Ивеко и Рено през януари 1999 година. Към края на 1999 придобива също Икарус, който е през 2006 година продаден.
След 2001 година Ирисбус е 100% собственост на компанията Фиат-Ивеко.
Компанията е базирана в Лион с офиси в Торино, Уотфорд и Майнц.

## Лого
Автобусите Ирисбус се разпознават по емблемата, която те притежават на предната страна – делфинче с формата на кръг.

## Ирисбус в България
Ирисбус са масово ползвани единствено в Пловдив. През 2009 година компанията „Хеброс Бус“, оперираща в Пловдив закупи 30 чисто нови автобуса модел Цителис, произведени в Италия. Те са нископодови, оборудвани с метанова уредба, климатик. Стъклата са леко потъмнени, а цветът им е бял.
С девет автобуса от модел Crossway разполага и градски транспорт във Велико Търново. Във Варна фирма „Транстриумф“ пуска 20 нови автобуса от 1 април 2011 г. Към 2018 г. те не се движат, тъй като компанията преустанови дейността си в града.
| Град      | Превозвач      | Модел       | Брой                        |
| --------- | -------------- | ----------- | --------------------------- |
| Пловдив   | Хеброс Бус     | Цителис 12  | 30 бр.                      |
| В.Търново | Алекс ОК и ЧЕХ | Crossway LE | Aлекс ОК – 5 бр. ЧЕХ – 4бр. |

## Заводи
Заводите са базирани в:
- Флумери, Италия
- Модена, Италия
- Високе Мито, Чехия
- Барселона, Испания
- Будапеща, Унгария
- Аноне (Annonay), Франция
- Венисьо (Vénissieux), Франция
- Рорте (Rorthais), Франция
- Чангжу, Китай
- Мумбай, Индия
- Минаш Жерайш, Бразилия
- Кордоба, Аржентина
- Влинковко (Włynkówko), Полша

## Продукти

### Текущи
- Дейли (Daily) – малък автобус от Ивеко
- Хепи (Happy) – малък автобус
- Теси (Thesi) – малък автобус
- Прокис/Проуей (Proxys/Proway) – автобуси до 36 места
- Мидуей (Midway) – едноетажен автобус
- Мидис (Midys) – едноетажен автобус
- Юромиди (Euromidi)
- Ситибъс (Citybus)
- Ситиклас (CityClass 10.8 m/12 m) – от Ивеко
- Ситиклас (CityClass 18 m)
- Сителис 12 (Citelis 12)
- Сителис 18 (Citelis 18)
- Сителис Лайн (Citelis Line) – крайградски автобус
- Рекрео (Recreo) – градски/училищен автобус
- Кросуей (Crossway) – градски/крайградски/междуградски/училищен автобус
- Еруей (Arway) – крайградски автобус
- Ивадис (Evadys H) – туристически автобус
- Ивадис (Evadys HD) – туристически автобус (с увеличена вътрешна височина)
- Домино (Domino HD) – луксозен туристически автобус
- Домино (Domino HDH)- луксозен туристически автобус (с увеличена вътрешна височина)
- Мажелис (Magelys) – последно поколение луксозен туристически автобус с безпрецедентно ниво на лукса за пътниците
- Сивис (Civis) – тролейбус
- Кристалис (Cristalis) – тролейбус

### Прекъснати
- Юроклас (EuroClass) – от Ивеко
- Сериите Агора (Agora) – от Рено
- Аксер Axer – градски/училищен автобус
- Арес N (Ares N) – градски/училищен автобус
- Арес N15(Ares N15) – градски/училищен автобус
- Илиад H (Iliade H)
- Илиад HD (Iliade HD)
- Мууви Moowy
- Юрорайдър (EuroRider)